# (35521) 1998 FX61
1998 FX61 (asteroide 35521) é um asteroide da cintura principal. Possui uma excentricidade de 0.14632010 e uma inclinação de 2.77509º.
Este asteroide foi descoberto no dia 20 de março de 1998 por LINEAR em Socorro.